# Plato (gastronomía)

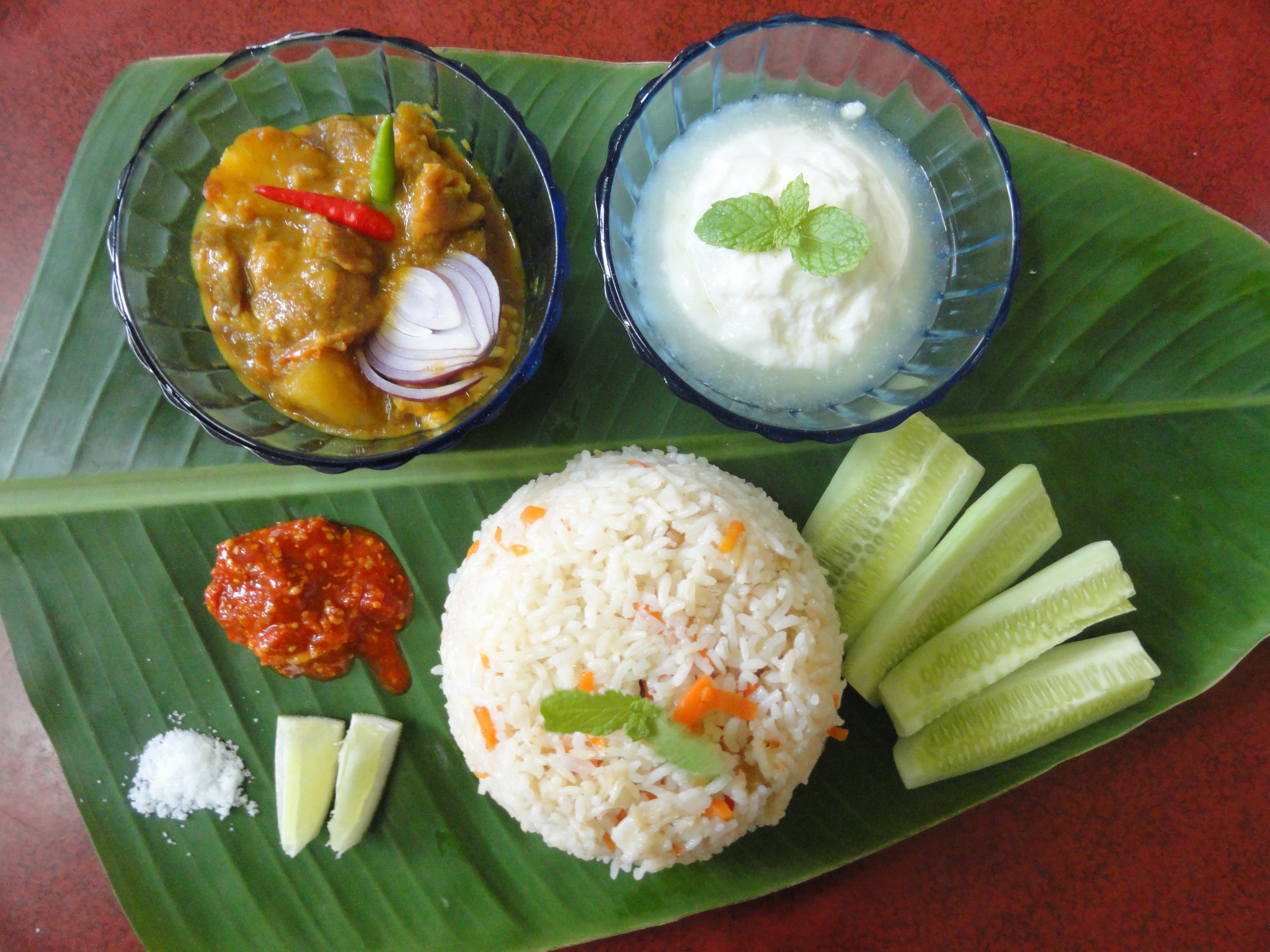
Pulao Mangsho, un plato tradicional de pilaf indio de Bengala Occidental.

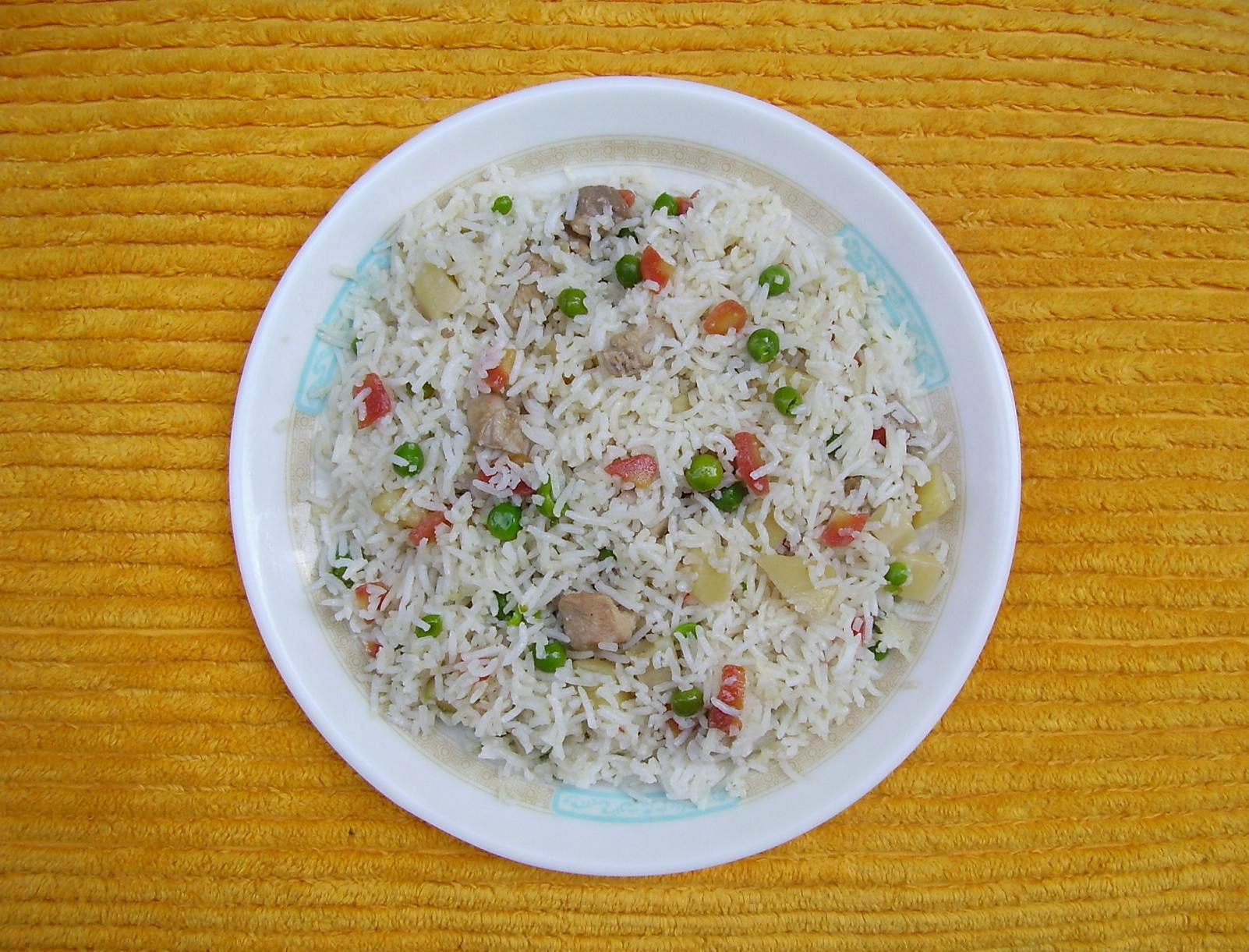
Un plato de arroz chino en un plato.

En gastronomía, un plato o platillo es una preparación culinaria que es servida para ser consumida. Habitualmente se sirve sobre un recipiente que también se llama plato, de ahí su nombre, aunque se puede usar otro elemento de la vajilla, como un bol. Un plato se consume con la ayuda de cubiertos (cuchara, cuchillo, tenedor, palillos...) o con la mano.
Preparaciones como, por ejemplo, los panes y galletas, pueden comerse también en un plato en la mesa, pero no se consideran platos. En la cultura europea, una comida cotidiana consta de dos platos que suelen denominarse primer plato y segundo plato, ya que uno se come después del otro. Después, se suelen acabar la comida con un postre, que si está preparado, también se considera plato. En otras culturas una comida consta siempre de un solo plato, entonces se denomina plato único. A veces se pueden servir muchos platos en la mesa, por ejemplo, en el caso de las tapas españolas o los mezze árabes.
Las instrucciones para preparar un plato se llaman recetas. 

## Denominación del plato
Muchos platos tienen nombres específicos (por ejemplo, el sauerbraten alemán, los chilaquiles mexicanos o el kinilaw filipino), mientras que otros tienen nombres descriptivos (bistec a la parrilla, pimientos rellenos, arroz con leche).
Algunas denominaciones se asocian a lugares particulares, bien sea por haberse originado allí o en honor a ese sitio, como por ejemplo los Buffalo wings (Buffalo, EE. UU.), el sándwich (Sandwich, Reino Unido) tamales oaxaqueños (Oaxaca, México), milanesa (Milán, Italia), tallarines a la boloñesa (Bolonia, Italia), ensaladilla rusa (Rusia)...etc.
Es común en Europa que algunos platos se bauticen con el nombre de alguien concreto, a veces para honrarlo, porque era su plato favorito, porque fueron la persona a la que se lo prepararon por primera vez o porque ellos mismos inventaron el plato. Por ejemplo, el queso Brillat-Savarin, (Jean Anthelme Brillat-Savarin), la tarta pavlova (Anna Pávlova), la ternera Strogonoff (Pável Stróganov) la pizza Margarita (Margarita de Saboya), la galleta Garibaldi (Giuseppe Garibaldi), el buey Wellington (Duque de Welligton) o el sándwich (Duque de Sandwich).